# Li Ching
Li Ching (Zhuhai, 7 maart 1975) is een van origine Chinees, maar sinds 1994 voor Hongkong uitkomende tafeltennisser. Hij won samen met Ko Lai Chak zilver in het dubbelspel op de Olympische Zomerspelen 2004, na een met 4-2 verloren finale tegen de Chinezen Ma Lin/Chen Qi.
Ching is een met name in het dubbelspel internationaal succesvol speler. Behalve in 2004 speelde hij eveneens op de Olympische Zomerspelen 2008. Hij nam namens Hongkong deel aan de WK's van 2001, 2003, 2004, 2005, 2006, 2007 en 2008. Ching plaatste zich voor de ITTF Pro Tour Grands Finals enkelspel in 2006, 2007 en 2008 en in het dubbelspel in 2003, 2004, 2005, 2006 en 2007 (met viermaal de halve finale als beste prestaties).
Ching bereikte in juni 2008 zijn hoogste positie op de ITTF-wereldranglijst, toen hij tiende stond.

## Erelijst
Belangrijkste resultaten:
- Zilver Olympische Zomerspelen 2004 dubbelspel (met Ko Lai Chak)
- Winnaar Aziatische Kampioenschappen dubbelspel 2003 en 2005 (beide met Ko Lai Chak)
- Zilver Aziatische Kampioenschappen enkelspel 2002
- Winnaar dubbelspel Aziatische Spelen 2006 (met Ko Lai Chak)
- Brons Azië Cup enkelspel 2005
- Zilver World Team Cup 2007 (met Hongkong)

ITTF Pro Tour:
- Winnaar Egypte Open dubbelspel 2002 (met Ko Lai Chak)
- Winnaar Italië Open dubbelspel 2002 (met Ko Lai Chak)
- Winnaar Kroatië Open dubbelspel 2003 en 2005 (beide met Ko Lai Chak)
- Winnaar Brazilië Open dubbelspel 2003 (met Ko Lai Chak)
- Winnaar Duitsland Open dubbelspel 2003 (met Ko Lai Chak)
- Winnaar Oostenrijk Open dubbelspel 2004 (met Ko Lai Chak)
- Winnaar Slovenië Open dubbelspel 2005 (met Ko Lai Chak)
- Winnaar Taiwan Open dubbelspel 2005 (met Ko Lai Chak)
- Winnaar Chili Open dubbelspel 2005 (met Ko Lai Chak)
- Winnaar Rusland Open dubbelspel 2007 (met Ko Lai Chak)
- Hoogste positie op de ITTF-wereldranglijst: 10e (juni 2008)